# Murdannia crocea
Murdannia crocea là một loài thực vật có hoa trong họ Commelinaceae. Loài này được (Griff.) Faden mô tả khoa học đầu tiên năm 1977.